# Slow Down World
Slow Down World è il tredicesimo album in studio del cantautore scozzese Donovan, pubblicato nel 1976.

## Tracce
Tutti i brani sono scritti da Donovan Leitch, tranne dove indicato.
Side 1
1. Dark-Eyed Blue Jean Angel - 3:50
2. Cryin' Shame - 4:29
3. The Mountain (Derroll Adams) - 3:32
4. Children of the World - 3:22
5. My Love Is True (Love Song) (Adams) - 3:41

Side 2
1. A Well Known Has-Been - 7:25
2. Black Widow - 5:44
3. Slow Down World - 4:22
4. Liberation Rag - 2:56